# Własność nieruchomości gruntowych (Indonezja)

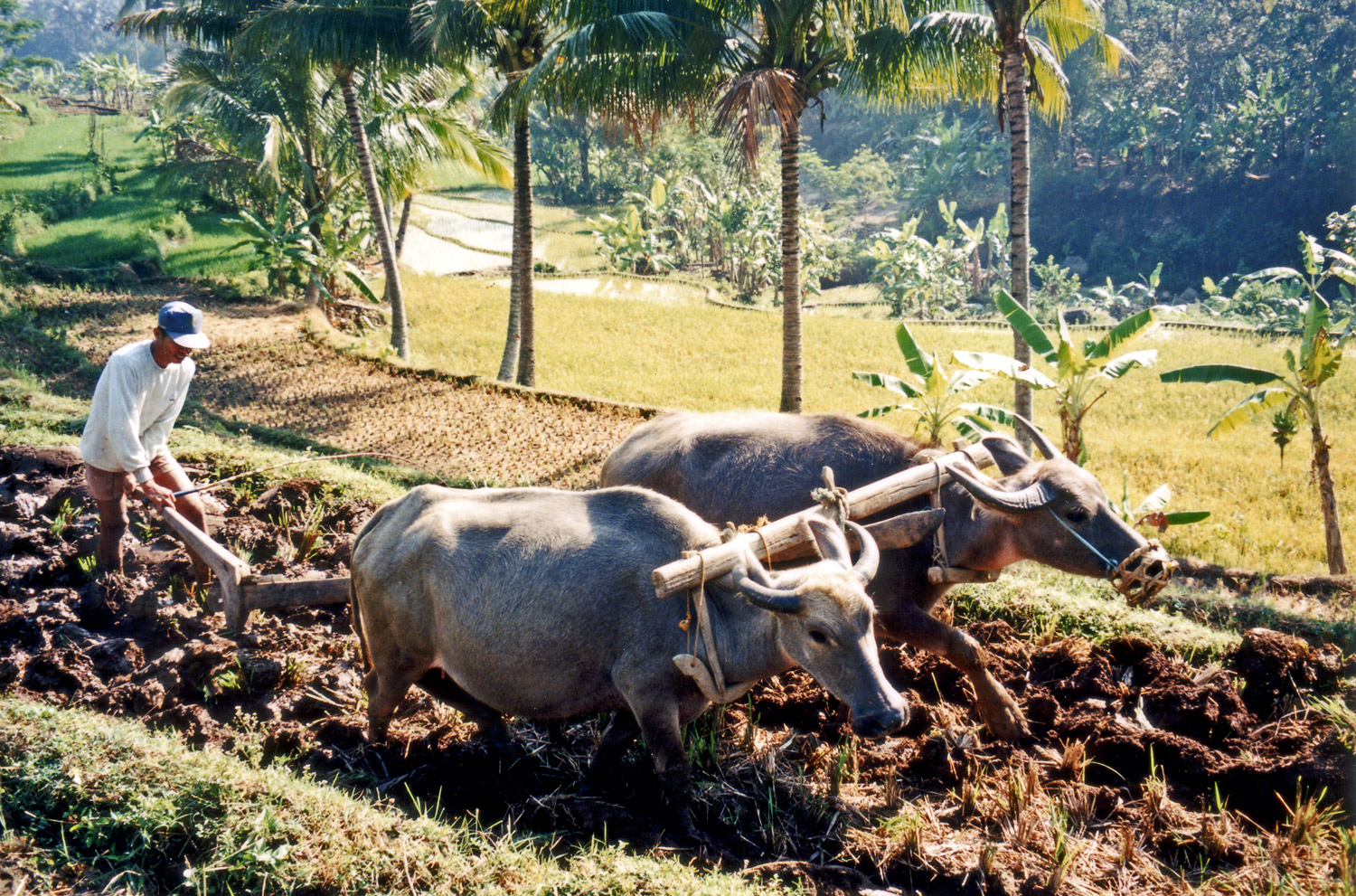
Uprawa rolina Jawie.

Prawo własności nieruchomości gruntowych w Indonezji jest regulowane Ustawą nr 5 z roku 1960 (UU 5/1960) oraz aktami rządowymi. Podobnie jak całe prawo indonezyjskie, obok instytucji rodzimych (w tym zwyczajowego prawa adat), nosi wpływy prawa holenderskiego i brytyjskiego. 
Prawo wyróżnia pierwotne (5) i wtórne (4) tytuły do nieruchomości gruntowych. Pierwotne tytuły wywodzą swoją moc od państwa i podlegają państwowej rejestracji, natomiast tytuły wtórne przyznawane są umowami przez prywatnych właścicieli.
Pierwotnymi tytułami są:
- pełne prawo własności (hak milik),
- prawo do uprawy ziemi (hak guna usaha),
- prawo do wznoszenia budynków (hak guna bangunan, HGB),
- prawo użytkowania ziemi (hak pakai),
- prawo do zarządu (hak pengelolaan, HPL).

Tytułami wtórnymi są:
- prawo do najmu,
- prawo do dzierżawy za część plonów,
- prawo do hipoteki,
- prawo do wyrębu.

Obywatele Indonezji mogą uzyskać każde z tych praw. Możliwość uzyskiwania pierwotnych praw do nieruchomości gruntowych przez obcokrajowców jest ograniczona. Nie mogą oni być posiadaczami pełnego prawa własności, a pozostałe prawa są im przyznawane jedynie czasowo.